# Acrographinotus
Acrographinotus es un género de arácnido  del orden Opiliones de la familia Gonyleptidae.
El nombre científico Acrographinotus fue publicado por primera vez por el reputado aracnólogo Carl Friedrich Roewer en 1929.

## Especies
Las especies de este género son:
- Acrographinotus ceratopygus
- Acrographinotus curvispina
- Acrographinotus erectispina
- Acrographinotus mitmaj
- Acrographinotus niawpaq
- Acrographinotus ortizi